# Gustav Pauli
Pour les articles homonymes, voir Pauli (homonymie).
Gustav Pauli (Theodor Gustav Pauli ; né le 2 février 1866 à Brême et mort le 8 juillet 1938 à Munich) est un historien de l'art allemand et directeur de musée à Brême et Hambourg.

## Biographie
Pauli est le fils du maire et sénateur de Brême (de) Alfred Pauli (1827-1915), qui est également responsable de la préservation des monuments et des questions artistiques à Brême. En 1896, Gustav Pauli et Magda Melchers, fille du riche marchand de Brême Karl Theodor Melchers, se marient.
Le mariage a quatre enfants : le premier enfant est l'historien de l'art et marchand d'art Alfred Pauli (de) (1896-1938). Une fille décède immédiatement après sa naissance en 1898. La fille Liselotte (1902-1931) se suicide après une amputation d'une jambe à la suite d'un accident de la route, tout comme le fils Alfred, à la suite d'une enquête ouverte contre lui à Hambourg en 1938. Le plus jeune fils, l'homme d'affaires et premier lieutenant Carl Theodor (1914-1944), décède le 24 décembre 1944 alors qu'il est passager à bord d'un He 111 lorsque celui-ci est abattu au-dessus de la Belgique.
Pauli est diplômé du lycée de Brême et étudie l'histoire de l'art à l'Université de Strasbourg, à l' Université de Leipzig et à l'Université de Bâle. Il part en voyage d'études en Italie, en Belgique et aux Pays-Bas, obtient son doctorat à Leipzig en 1889 sur les bâtiments Renaissance de Brême puis voyage à nouveau en Italie (Rome). Après un séjour thermal en Suisse, Pauli travaille comme bibliothécaire au cabinet de dessins de Dresde à partir de 1894/95.

### À Brême

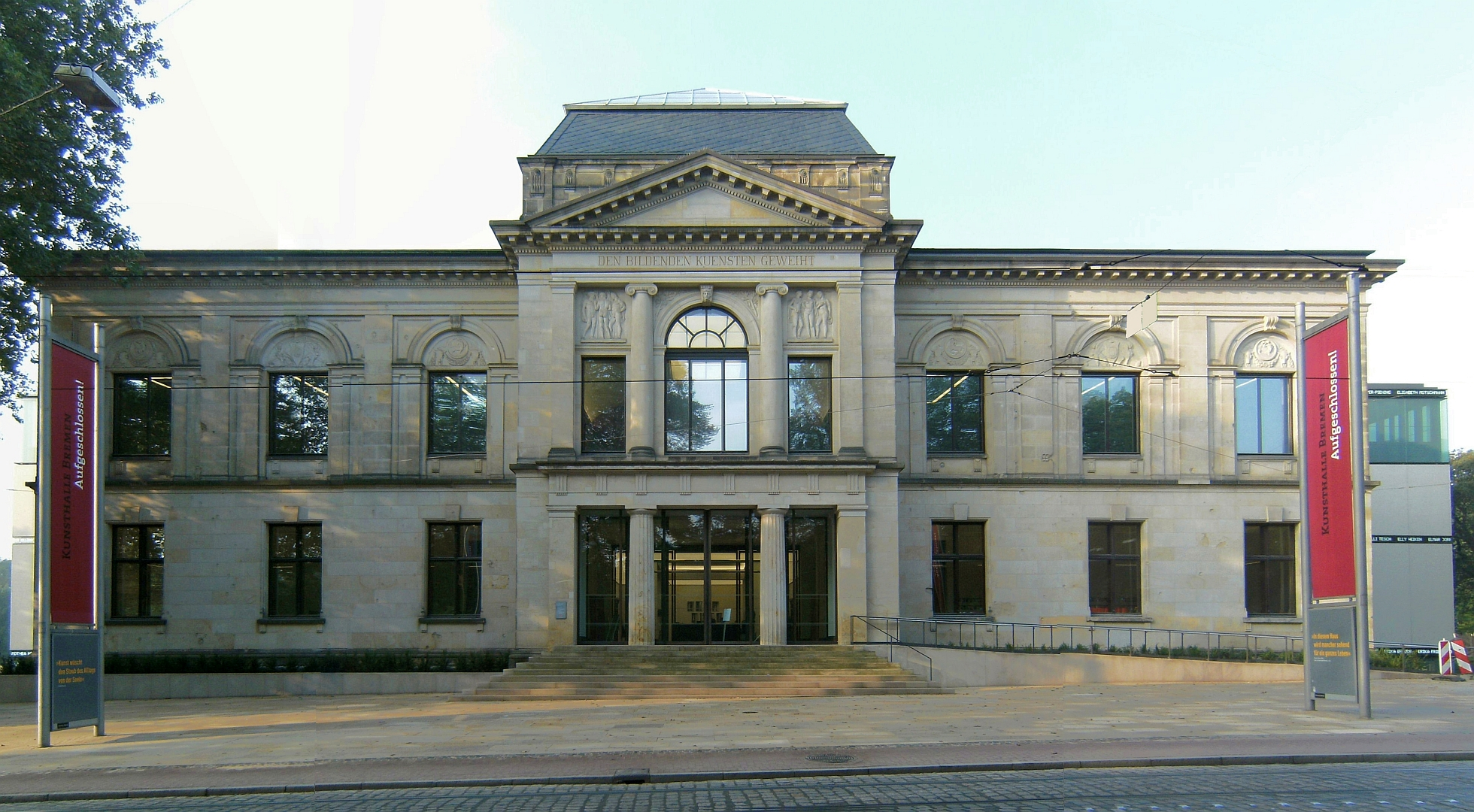
Galerie d'art de Brême.

À l'été 1899, alors que l'association artistique de Brême (de) planifie l'agrandissement de 1902, Pauli est nommé premier assistant de recherche de la Galerie d'art de Brême et, après avoir travaillé plusieurs années au conseil d'administration, en devient directeur en 1905. Il transforme la Galerie en galerie d'art moderne, acquiert des tableaux de Paula Modersohn-Becker, alors totalement méconnue, et des tableaux d'impressionnistes français et allemands, dont Camille de Claude Monet, le portrait du poète Zacharie Astruc d'Édouard Manet et des peintures de Gustave Courbet, Auguste Renoir, Camille Pissarro, Max Liebermann, Lovis Corinth et Max Slevogt. La querelle des artistes de Brême (de) entre peintres et professionnels des musées de toute l'Allemagne est déclenchée par l'achat du champ de coquelicots de Van Gogh en 1911. Le peintre et poète brêmois Arthur Fitger est l'un de ses plus grands critiques.
En 1899, Pauli fonde l'Association des Amis de la Galerie d'art, dont les membres soutiennent par leurs contributions annuelles de 100 marks, l'achat de nouvelles acquisitions. À son époque, l'association de la Galerie est fondée en 1904 et achète de nombreuses œuvres importantes. Son successeur à Brême est Emil Waldmann en 1914.

### À Hambourg
En 1914, Pauli est nommé directeur de la Galerie d'art d'Hambourg, succédant à feu Alfred Lichtwark. Pauli fait traiter scientifiquement la collection de gravures sur cuivre. La Première Guerre mondiale retarde initialement ses projets. Il élargit la collection avec des artistes expressionnistes tels qu'Oskar Kokoschka et Franz Marc. En 1923, la salle de conférence située entre l'ancien et le nouveau bâtiment de la galerie d'art est achevée. Sous son impulsion de nombreuses années, la réunion fondatrice des Amis de la Galerie d'art (de) d'Hambourg a lieu ici en 1923 ; aux côtés de Carl Wilhelm Petersen (de) en tant que président, Pauli occupe le poste de vice-président jusqu'en 1933. Dès la première année après sa création, l'association a pu recruter 3 680 membres.
En raison de son attachement à la modernité, il est libéré par les nationaux-socialistes en septembre 1933 pour des raisons politiques, après que ceux-ci lui ont accordé un congé. Néanmoins, son nom Prof. Dr G. Pauli est parmi les signataires de la confession des professeurs des universités et hautes écoles allemandes à Adolf Hitler du 11 novembre 1933.
Gustav Pauli est mort à Munich en 1938. Il est enterré au cimetière de Riensberg (de) à Brême (carré T 0631A).

## Publications
- Gainsborough, Künstlermonographie. Verlag von Velhagen & Klasing, Bielefeld, Leipzig, 1904.
- Venedig, Reihe berühmte Kunststätten No. 2, 3. durchgesehene Auflage. Verlag E. U. Seemann, Leipzig 1906.
- Philipp Otto Runge. Bilder und Bekenntnisse. Herausgegeben und eingeleitet von Gustav Pauli. Furche-Verlag, Berlin, 1918
- Die Kunst und die Revolution, Verlag Bruno Cassirer, Berlin, 1921
- Alfred Lichtwark, Briefe an die Kommission für die Verwaltung der Kunsthalle, Herausgegeben von Gustav Pauli, Verlag Georg Westermann, Hambourg, 1923
- Führer durch die Galerie der Kunsthalle Hamburg - I. Die Neueren Meister, Verlag der „Freunde der Kunsthalle“. e. V. zu Hambourg, 1924
- Die Kunsthalle zu Hamburg 1914–1924. Bericht über die letzten zehn Jahre der Verwaltung, Trautmann Verlag, Hamburg, 1925
- Die Hamburger Meister der guten alten Zeit, Hyperion Verlag, Munich, 1925
- Die Kunst des Klassizismus und der Romantik, Propyläen Verlag, Berlin, 1925
- Gustav Pauli zum 65. Geburtstage am 2. Februar 1931. (Überreicht von Freunden Gustav Paulis) Hambourg 1931
- Paula Modersohn-Becker, Kurt Wolff Verlag Leipzig 1919, online
- Erinnerungen aus sieben Jahrzehnten, Wunderlich Verlag, Tübingen, 1936